# Delta del Tigre
Delta del Tigre, también conocida como Delta el Tigre, es un barrio que integra la ciudad uruguaya de Ciudad del Plata, en el departamento de San José.

## Ubicación
Delta del Tigre se ubica en la zona este de Ciudad del Plata, a la altura del km 23 de la ruta 1, junto a la desembocadura del río Santa Lucía en el Río de la Plata.

## Historia

### Puente sobre el río Santa Lucía
A principios del siglo XX, en la zona donde hoy la ruta 1 cruza el río Santa Lucía, no existía comunicación vía terrestre entre la denominada Barra del Santa Lucía y la zona actual de Delta del Tigre. El transporte entre uno y otro punto se realizaba entonces a través de una balsa, la que podía transportar hasta dos carretas, sirviendo para pasaje de carruajes y diligencias que tenían como destino la localidad de Libertad. En el 1923 comenzó a gestarse la construcción de un puente en ese lugar, que fue terminado en 1925. Dicho puente, hasta hoy en pie, se caracterizó por un sistema giratorio para dejar circular embarcaciones aguas arriba o abajo.

### Fundación de Delta del Tigre
A finales de los años treinta, un hombre de apellido Brandini, adquirió unos terrenos delimitados por el río Santa Lucía, el de la Plata, y la estancia La Elvira. Estos terrenos, en ese momento pajonales, fueron rellenados y nivelados dado que la idea de Brandini era formar un parque residencial, con grandes bosques, fincas, canales empedrados para el traslado de veleros y yates, y en el río, construir una playa de arenas. 
Por problemas económicos, Brandini tuvo que vender estos terrenos a personas de escasos recursos económicos, todo lo contrario para lo que lo había planeado. Las playas, al ya estar construidas fueron utilizadas por las personas pero al no ser mantenidas, fueron convirtiéndose en los pajonales que fueron en un principio.

## Demografía
Según el censo del año 2011, el barrio contaba con una población de 20 240 habitantes.
| 3474          | 8831 | 9618 | 14 120 | 17 457 | 20 240 |
| (Fuente: INE) |      |      |        |        |        |

## Economía y Sociedad
La sociedad de Delta está integrada básicamente por numerosas familias de clase media y baja. Las principales fuentes laborales en la zona son la zafra de la uva, la frutilla y el junco, este último utilizado para la elaboración de esteras y cercos. También se destaca la cría de cerdos, y aves de corral, otros medios de supervivencia son la construcción, la pesca en el río y la caza en el monte.

## Lugares de interés

### Puente Alfredo Zitarrosa
El nuevo puente de la ruta 1 sobre el río Santa Lucía, fue inaugurado el 13 de diciembre de 2005, y fue nombrado Alfredo Zitarrosa en honor al cantatutor uruguayo nacido en la zona. Es un moderno puente que consta de cuatro carriles, construido río abajo del antiguo puente, entre este y la Isla del Tigre.

### Isla del Tigre
Es una isla creada por la desembocadura del río Santa Lucía en forma de Delta. Se ubica casi en el Río de la Plata detrás de la fábrica ISUSA.
La fauna y flora de la isla es muy rica debido a que el ser humano casi no ha intervenido en ella.